# تاريخ لغة الإشارة
يبدأ التاريخ المسجل للغة الإشارة في المجتمعات الغربية في القرن السابع عشر، باعتبارها لغة بصرية أو طريقة للتواصل، على الرغم من أن الإشارات إلى أشكال الاتصال باستخدام إشارات اليد ترجع إلى اليونان في القرن الخامس قبل الميلاد. تتألف لغة الإشارة من نظام من الإيماءات التقليدية والتقليد وإشارات اليد وتهجئة الأصابع، بالإضافة إلى استخدام مواضع اليد لتمثيل حروف الأبجدية. يمكن أن تمثل العلامات أيضًا أفكارًا أو عبارات كاملة، وليس فقط كلمات فردية.
معظم لغات الإشارة هي لغات طبيعية، تختلف في بنائها عن اللغات الشفهية المستخدمة بالقرب منها، ويستخدمها الصمم بشكل أساسي من أجل التواصل. لقد تطورت العديد من لغات الإشارة بشكل مستقل في جميع أنحاء العالم، ولم يتم تحديد لغة الإشارة الأولى. تم العثور على كل من الأنظمة الموقعة والأبجديات اليدوية في جميع أنحاء العالم. حتى القرن التاسع عشر، كان معظم ما نعرفه عن لغات الإشارة التاريخية يقتصر على الأبجديات اليدوية (أنظمة هجاء الأصابع) التي تم اختراعها لتسهيل نقل الكلمات من اللغة الشفهية إلى لغة الإشارة، وليس توثيق لغة الإشارة نفسها.

## تاريخ لغات الإشارة المعروفة

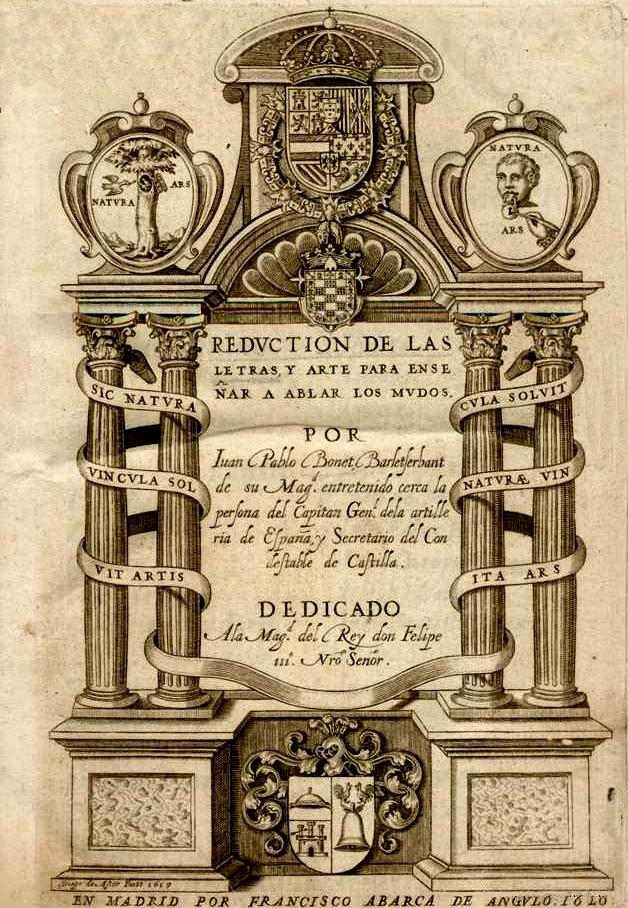
خوان بابلو بونيت، اختزال الحروف وفن لتعليم البكم الكلام (مدريد، 1620).

أحد أقدم الإشارات المكتوبة إلى لغة الإشارة يعود إلى القرن الخامس قبل الميلاد، في كتاب كراتيلوس لأفلاطون، حيث يقول سقراط: "إذا لم يكن لدينا صوت أو لسان، وأردنا التعبير عن أشياء لبعضنا البعض، فهل لن نحاول صنع إشارات عن طريق تحريك أيدينا ورؤوسنا وبقية أجسامنا، تمامًا كما يفعل الأشخاص البكم في الوقت الحاضر؟"
في العصور الوسطى، كانت لغات الإشارة الرهبانية تستخدم من قبل عدد من الطوائف الدينية في أوروبا منذ القرن العاشر على الأقل. ومع ذلك، فهذه ليست "لغات إشارة" حقيقية، بل هي أنظمة متطورة للتواصل الإشاري.
في مجتمعات الأمريكيين الأصليين قبل عام 1492، يبدو أن لغة الإشارة الهندية السهلية كانت موجودة كلغة مشتركة واسعة النطاق تستخدم للتجارة وربما الاحتفالات ورواية القصص وكذلك التواصل اليومي من قبل الصم. تشير روايات مثل هذه الإشارات إلى أن هذه اللغات كانت معقدة إلى حد ما، حيث وصف علماء الإثنوغرافيا مثل ألفار نونييث كابيثا دي فاكا الاتصالات التفصيلية بينهم وبين الأمريكيين الأصليين والتي أجريت باستخدام الإشارات. في القرن السادس عشر، لاحظ أحد المستكشفين الإسبان، كابيثا دي فاكا، السكان الأصليين في الجزء الغربي من فلوريدا الحديثة باستخدام الإشارات، وفي منتصف القرن السادس عشر ذكر كورونادو أن التواصل مع شعب تونكاوا باستخدام الإشارات كان ممكنًا بدون مترجم.[بحاجة لمصدر] أقدم إشارة ملموسة إلى لغة الإشارة في بريطانيا كانت في حفل زفاف رجل أصم يُدعى توماس تيلسي في عام 1575. وقد تم استخدام أحفاد لغة الإشارة البريطانية من قبل مجتمعات الصم (أو على الأقل في الفصول الدراسية) في المستعمرات البريطانية السابقة في الهند وأستراليا ونيوزيلندا وأوغندا وجنوب أفريقيا، فضلاً عن جمهوريات ومقاطعات يوغوسلافيا السابقة، وجزر غراند كايمان في منطقة البحر الكاريبي، وإندونيسيا، والنرويج، وألمانيا.[بحاجة لمصدر]
في الفترة ما بين عامي 1500 و1700، يبدو أن أعضاء البلاط العثماني التركي كانوا يستخدمون شكلاً من أشكال الاتصال الموقع. كان العديد من الخدم المطلوبين من الصم، حيث يزعم البعض أنهم كانوا يُنظر إليهم على أنهم أكثر هدوءًا وجدارة بالثقة. ومع ذلك، تعلم العديد من الدبلوماسيين وغيرهم من أعضاء المحكمة وتواصلوا فيما بينهم من خلال نظام الإشارة هذا، والذي انتقل عبر الأعضاء الصم في المحكمة.
في القرن الثامن عشر، كانت باريس موطنًا لمجتمع صغير من الصم الذين كانوا يوقعون فيما بينهم بلغة الإشارة الفرنسية القديمة. وقد أشار إلى ذلك الأب تشارلز ميشيل دو ليبيه الذي أنشأ أول مدرسة للصم في باريس في القرن الثامن عشر. قام بتحديد الأبجدية اليدوية الخاصة به وقام بتركيب العلامات مع قواعد اللغة الفرنسية. مع الاستخدام المستمر بين المجتمع، تطور هذان المصدران إلى لغة الإشارة الفرنسية. تعتمد لغة الإشارة الأمريكية بشكل كبير على لغة الإشارة الفرنسية بسبب وجود مدرسين من فرنسا في المدارس الأمريكية الأولى للصم. ومن المعروف أن بعض لغات الإشارة تطورت بشكل تلقائي في مجتمعات صغيرة تضم عددًا كبيرًا من الأعضاء الصم. جزيرة مارثا فينيارد، وهي جزيرة تقع في ولاية ماساتشوستس بالولايات المتحدة الأمريكية، استوطنها أشخاص يحملون جينًا يسبب الصمم في أواخر القرن السابع عشر. أدى الاتصال الخارجي المحدود والزواج المختلط المرتفع في الجزيرة إلى كثافة عالية من الأفراد الصم في الجزيرة، وبلغت ذروتها حوالي عام 1840. لقد ثبت أن هذه البيئة مثالية لتطوير ما يعرف اليوم باسم لغة إشارة مارثا فينيارد، والتي استخدمها سكان الجزيرة الصم والبكم على حد سواء، حتى أدى الاختلاط المتزايد بالعالم الخارجي إلى تقليل حالات الصمم في الجزيرة. لقد ابتكروا لغة إشارة تحتوي على إشارات محددة تتعلق بتلك المنطقة، مثل أنواع الأسماك والتوت. أصبح جميع السكان في سن المدرسة تقريبًا طلابًا في ASD، مما أدى إلى التأثير المتبادل للغة الإشارة الأمريكية ولغة إشارة مارثا فينيارد على بعضهما البعض.

## إدراك لغة الإشارة عبر التاريخ
في أوروبا، اعتقد أرسطو وفلاسفة بارزون آخرون أن الصمم مرتبط جوهريًا بالبكم والافتقار إلى الذكاء، وهو ما تم تدوينه في القانون الروماني؛ لذلك اعتبروا غير قادرين على التعليم. عندما قام جون بيفرلي، أسقف يورك، بتعليم شخص أصم التحدث في عام 685 م، اعتُبر ذلك معجزة، وتم إعلانه قديساً فيما بعد.
لم يتم تسجيل التعليم الأوروبي للصم حتى القرن السادس عشر، عندما بدأ بيدرو بونس دي ليون في تعليم الأطفال الصم لرعاة أثرياء - في بعض الأماكن، كان محو الأمية شرطًا للاعتراف القانوني بالوريث. تضمن أول كتاب عن تعليم الصم، الذي نشره حزقيال بابلو بونت في مدريد عام 1620، سردًا تفصيليًا لاستخدام الأبجدية اليدوية لتعليم الطلاب الصم القراءة والتحدث. يُعتبر أول أطروحة حديثة في علم الأصوات وعلاج النطق، حيث وضع طريقة للتعليم الشفوي للأطفال الصم. في بريطانيا، أسس توماس برايدوود أول مدرسة للصم في أواخر القرن الثامن عشر. كان كتومًا بشأن أساليب التدريس الخاصة به ولكنه ربما استخدم لغة الإشارة وتهجئة الأصابع وقراءة الشفاه. [بحاجة لمصدر]
أسس الأب شارل ميشيل دي ليبيه أول مدرسة للأطفال الصم في باريس عام 1755. [بحاجة لمصدر] يمكن القول إن لوران كليرك هو أشهر خريجي مدرسة ليبيه؛ ذهب كليرك إلى الولايات المتحدة مع توماس هوبكنز جالوديت لتأسيس المدرسة الأمريكية للصم في هارتفورد بولاية كونيتيكت عام 1817. في فرنسا والولايات المتحدة، كانت لغة الإشارة، أو "اليدوية"، في البداية هي طريقة الاتصال المفضلة لتعليم الطلاب الصم، والتي دعمها كليرك وبالتالي جالوديت بقوة. في إنجلترا وألمانيا، كان يُنظر إلى الشفوية على أنها متفوقة - كان يُعتقد أن لغة الإشارة مجرد مجموعة من الإيماءات، وحاجز بين الصم والمجتمع السمعي. في عام 1880، انعقد المؤتمر الدولي لتعليم الصم (ICED) في ميلانو بحضور 164 معلمًا (كان واحد منهم فقط أصم). وفي هذا الاجتماع، أقروا قرارًا بإزالة استخدام لغة الإشارة من تعليم الصم، وإنشاء فصل دراسي شفوي فقط كمعيار. وتماشيًا مع هذه الفلسفة، تم إنشاء لغات مشفرة يدويًا واستخدامها في التعليم بدلاً من لغة الإشارة، مثل الإشارة باللغة الإنجليزية الدقيقة.
ظل النقاش بين الشفوية واليدوية نشطًا بعد ميلانو. في أواخر القرن العشرين، بدأ المعلمون والباحثون في فهم أهمية لغة الإشارة لاكتساب اللغة. في عام 1960، عندما نشر عالم اللغويات ويليام ستوكو كتاب بنية لغة الإشارة، طرح فكرة أن لغة الإشارة الأمريكية كانت لغة كاملة. على مدى العقود القليلة التالية، أصبحت لغة الإشارة مقبولة كلغة أولى صالحة وتحولت المدارس إلى فلسفة "التواصل الكامل"، بدلاً من حظر لغة الإشارة.
يقول وايت سي هول إن لغة الإشارة مهمة لنمو الأطفال الصم أثناء نشأتهم، لأنه بدونها، قد يكونون معرضين لخطر العديد من الصعوبات الصحية. وقد أظهرت الدراسات أن نمو الهياكل اللغوية العصبية للدماغ يمكن أن يتأثر إذا كان هناك تأخير في اللغة. أظهرت إحدى الدراسات أن هناك "سن اكتساب" يؤثر على قدرة البالغين على فهم القواعد بناءً على وقت تقديمهم للغة الإشارة. تُظهر البيانات الآن أن الأطفال الذين يتعرضون بشدة للغة الإشارة في أقرب وقت ممكن هم أفضل في قراءة اللغة الإنجليزية من الأطفال الذين لا يتعرضون للغة الإشارة.